# John Dobson
John Lowry Dobson (14 de setembre de 1915 - 15 de gener de 2014) va ser un divulgador de l'astronomia amateur. És famós per ser el promotor d'un disseny per a un telescopi reflector Newtonià gran, portable i de baix cost que porta el seu nom, el telescopi Dobson. El disseny es considera revolucionari, ja que va permetre als astrònoms aficionats per construir telescopis molt grans. És menys conegut pels seus esforços per promoure el coneixement de l'astronomia (i les seves opinions poc ortodoxes de cosmologia) a través de conferències públiques, incloent les seves interpretacions de "astronomia de carrer." John Dobson també és cofundador d'un grup astronòmic amateur, el San Francisco Sidewalk Astronomers.

## Biografia
John Dobson va néixer a Pequín, Xina. El seu avi matern va fundar la Peking University, la seva mare era músic, i el seu pare ensenyava zoologia a la Universitat. Ell i els seus pares es van mudar a San Francisco, Califòrnia en el 1927. El seu pare va acceptar un lloc de professor en el Lowell High School i va ensenyar allà fins a la dècada de 1950. Dobson va passar 23 anys en un monestir, després de la qual cosa es va tornar més actiu en la promoció de l'astronomia i les seves pròpies teories de cosmologia no estàndard.

### Estada en el monestir
Com adolescent John Dobson va esdevenir un ateu “bel·ligerant”. Va declarar: “Vaig poder veure que aquestes dues nocions no poden sorgir en el mateux ésser: ‘fer els altres com t'agradaria que et fessin a tu’ i ‘si no ets un bon noi, és a l'infern per sempre.’… Hauríem de parodiar-nos a nosaltres mateixos. Així que em vaig convertir en ateu, un ateu bel·ligerant. Si algú va iniciar una conversa sobre el tema, jo era un ateu bel·ligerant.”
Amb el temps, en Dobson es va anar interessant en l'univers i el seu funcionament. Va obtenir un màster de grau en química a la Universitat de Califòrnia, Berkeley en el 1943, treballant en el laboratori d'E. O. Lawrence. En el 1944 va assistir a una conferència d'un swami Vedanta. Dobson va declarar al swami: “li revela un món que mai havia vist.” Al mateix any, en Dobson es va unir al monestir de la Vedanta Society de San Francisco, esdevenint un monjo de l'orde de Ramakrishna. “Una de les responsabilitats d'en John al monestir era reconciliar l'astronomia amb els ensenyaments del Vedanta. Aquest treball el va portar a construir telescopis al costat. Es va dedicar a rodar al voltant de fora del monestir, fascinant als veïns que es congregaven al seu voltant.”
L'interès de Dobson en la construcció de telescopis va ser en part per entendre millor l'univers, i en part per inspirar als altres una curiositat sobre els cosmos. Per això, sovint va oferir assistència i va correspondre el seu treball amb els que eren fora del monestir. La construcció de telescopis no va ser la major part del currículum al monestir, tanmateix, i gran part de la seva correspondència va ser escrita en forma de codi amb la finalitat d'atreure menys l'atenció. Per exemple, un telescopi va ser referit com un "gerani", que és un tiùs de flor. Un "test de gerani" es refereix a un telescopi en un tub i el seu balancí, mentre que un "gerani en flor" es refereix a un telescopi que el seu mirall ara estava aluminitzat.
Eventualment, en John Dobson se li va donar l'opció de deixar de banda la seva labor en la construcció de telescopis o sortir de l'orde. Va optar per deixar la construcció de telescopis perquè pogués romandre en el monestir. Però un dia, un altre monjo el va acusar erròniament com a falta i ho va denunciar al swami líder. En Dobson va ser expulsat en 1967.

### Astronomia amateur
Havent deixat l'ordre en 1967, Dobson va co-fundar el San Francisco Sidewalk Astronomers, una organització d'astronomia amateur que té com a objectiu popularitzar l'astronomia entre la gent al carrer, juntament amb Bruce Sams i Jeffery Roloff. En Bruce havia construït un telescopi gran, però com que només tenia 12 anys en aquell moment no era elegible per a la filiació en l'únic club local, el San Francisco Amateur Astronomers, per tant va néixer el "San Francisco Sidewalk Astronomers". Era també en aquest temps que la seva simple forma de telescopi, va arribar a ser conegut com el Dobsonià, es va donar a conèixer després de començar a fer classes al públic sobre com fer el seu propi telescopi.
El va demanar després de parlar a la Vedanta Society of Southern California a Hollywood, i va continuar treballant cada dos mesos ensenyant les classes de telescopi i cosmologia. Es passa dos mesos a casa, a San Francisco, i passa la major part de la resta de cada any viatjant com a convidat per les societats astronòmiques, on parla sobre la construcció del telescopi, astronomia de carrer, i els seus punts de vista sobre la cosmologia i la comunitat científica.
En el 2004, el Crater Lake Institute, va guardonar a John Dobson amb el Annual Award for Excellence in Public Service per l'astronomia de carrer pionera en els parcs nacionals i boscos, "on les ments curioses i cels foscos xoquen." En el 2005, la revista Smithsonian va llistar a John Dobson com entre els 35 individus que han fet una gran diferència en la vida d'aquest periòdic.

## Promoció de l'astronomia

### El telescopi Dobsonià

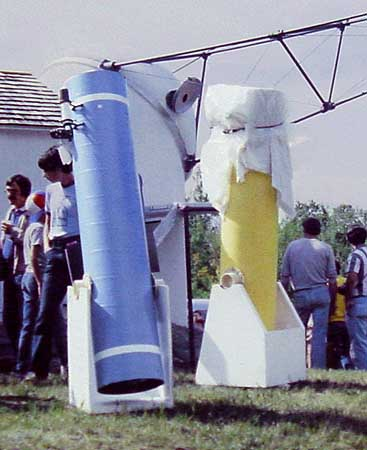
Dos telescopis d'estil Dobsonià amateur mostrant-se al Stellafane de principis de la dècada de 1980.

John Dobson és més notable per ser el creador i promotor d'un disseny de telescopi reflector gran, portable i barat, el "telecopi dobsonià". El disseny és molt simple, és un telescopi newtonià muntat altazimutalment que utilitza materials comuns com el contraplacat, la formica, PVC, tubs de construcció de cartró, vidre reciclat d'ull de bou, i catifa d'interior i exterior. Aquest tipus de telescopi es simplifica amb una muntura altazimutal també coneguda en els cercles d'astronomia amateur com a "muntura dobsoniana". L'ús d'aquest mètode de construcció fa el telescopi Dobsonià típic, com un recurs portable, barat, i fàcil de muntar.
El disseny porta el nom de Dobson perquè se li atribueix per ser la primera persona que combina totes aquestes tècniques de construcció amb un disseny únic de telescopi. Ell es resisteix a prendre crèdit, però, assenyalar que la va construir d'aquesta manera perquè era tot el que necessitava. En les seves pròpies paraules, ell fa broma que ell era "massa ximple" per construir algun telescopi més sofisticat amb una muntura de telescopi equatorial. With its simplicity of construction and use, the Dobsonian has become a very popular design today, particularly for large amateur telescopes.

### Astrònomcs de carrer
John Dobson va co-fundar el San Francisco Sidewalk Astronomers en coordinació amb dos altres persones, havent construït de manera molt barata diversos telescopis que eren fàcils d'usar, incloent un telescopi de 610 mm que va ser construït per a aproximadament 300 dòlars americans. En lloc de realitzar reunions periòdiques, l'organització simplement creava telescopis al carrer durant les nits clares, oferint mostrar i explicar el cel de la nit a la gent quan passava.
Inesperadament, la Sidewalk Astronomers va ser convidada a la reunió del Riverside Telescope Makers del 1969. El telescopi Dobsonià de 610 mm interposat per la Sidewalk Astronomers era poc convencional, perquè la majoria dels telescopis en aquestes reunions tendien a ser més petits, en muntatges equatorials, i dissenyats per a l'astrofotografia en lloc de la visió òptica. Sorprenent i polèmicament en el moment, el telescopi Dobson va guanyar el primer premi de millor òptica. Va ser guardonat amb el premi finalista per la mecànica, tot i que la mecànica del telescopi i el seu muntatge és relativament simple.
Sidewalk Astronomers des de llavors s'ha convertit en una organització prominent, reconeguda per la seva pràctica de l'astronomia al públic a través de l'"astronomia de carrer". L'actual organització té membres a tot el món, i segueix promovent l'astronomia al servei públic en posar telescopis en les cantonades de les zones urbanes. Els membres de l'organització també visiten els parcs nacionals proveint de presentacions de diapositives, proporcionant visió del telescopi, i explicar l'univers.

## Cosmologia d'en Dobson
Dobson sovint utilitza les seves oportunitats de parlar durant les sessions d'observació al carrer, en les societats astronòmiques, i en els mitjans de comunicació, per promoure les seves pròpies teories de cosmologia no estàndard, al·legant que el model del big-bang no es pot sotmetre a examen. Dobson etiqueta el model del big-bang com a "dolç de sucre sense nous". En “Les equacions dels Maies”, Dobson escriu: “Els cosmòlegs del big-bang busquen que l'univers surt del no-res. És com demanar creure que res es va fer tot del no-res. Però això no és el que apareix en la nostra física.” Ell suggereix que aquest model s'ha tornat molt “torturat”, comparat amb el sistema ptolemaic. Cita la inconsistència de la matèria fosca que no es pot explicar sense recórrer al que ell considera cada vegada més complicat, difícil, i les teories no compatibles. En essència, Dobson afirma que els físics han estat inventant una nova física perquè coincideixi amb el model del big-bang, fa poc amb un "misteri" anomenat energia fosca. Ell és també un crític d'un sistema educatiu que, afirma, i adoctrina als joves científics en el model del big-bang “sense presentar cap dels problemes”. Ell desafia la gent a ampliar la seva forma de pensar i pensar més críticament.
Dobson advoca per un “reciclatge” del model d'estat estacionari de l'univers. El seu model es basa en l'afirmació d'Einstein en una relativitat especial que l'energia és intercanviable amb la matèria, i en el Principi d'incertesa de Heisenberg i el Principi d'exclusió de Pauli (també anomenat "Pauli's Verbot"). Ell diu que els cosmòlegs, en general, passen per alt el que està passant a la vora de l'univers. Dobson afirma que a la vora, sabem molt sobre l'impuls d'una partícula, de manera que “pel principi d'incertesa de Heisenberg, si la nostra incertesa en el moment s'aproxima a zero, la nostra incertesa on les partícules es deu a infinit. L'hidrogen simplement ‘Efecte túnel’ cap a dins.” Dobson afirma que encara que la matèria en l'univers està sempre en expansió cap a l'exterior, la matèria es “recicla” amb el temps d'una manera comparable amb l'efecte túnel quàntic. L'entropia per tant, es manté constant, perquè els àtoms es reconstrueixen pel seu ordre, per poder-se reciclar.
En “Origins” Dobson es refereix a la creació de la vida: “Per a una cosmologia del big-bang, en el qual l'univers primerenc era extremadament calent, una discussió sobre l'origen de la vida és, per descomptat apropiat, ja que la vida no podria haver estat amb nosaltres des del principi. Però per a un model d'estat estacionari, en el qual l'univers no té principi, potser la vida mateixa podria ser sense principi.” Dobson també assenyala la paradoxa de Pasteur-Darwin: “Pasteur va pensar que havia demostrat que la vida no sorgeix de la matèria inerta, sinó només de la vida anterior. Darwin sembla haver pres l'altre punt de vista, és a dir, que pot haver sorgit d'alguna piscina d'aigua calenta.”

## Publicacions de John Dobson
Dobson va escriure el llibre de 1991, How and Why to Make a User-Friendly Sidewalk Telescope (ISBN 0-913399-64-7) amb l'editorial Norman Sperling. Aquest llibre va ajudar a popularitzar el que va arribar a ser conegut com la muntura Dobsoniana, i tracta el "perquè" com també important el "com". Cobreix el fons de Dobson i la seva filosofia sobre l'astronomia i l'univers, i la seva creença en la importància de l'accés popular a l'astronomia per l'apreciació correcta de l'univers. John Dobson es troba ara en el procés de publicació de Beyond Space and Time (2004) i The Moon is New (2008).

## John Dobson en els mitjans
Dobson és un dels oradors en Universe: The Cosmology Quest, un documental de suport de punts de vista cosmològics no convencionals. La seva vida i les seves teories són també el tema del documental del 2005, A Sidewalk Astronomer. Ell també va ser presentat a la sèrie de la PBS, The Astronomers, i ha aparegut dues vegades en The Tonight Show Starring Johnny Carson.